# Fay Tincher
Fay Tincher (Topeka, 17 aprile 1884 – New York, 11 ottobre 1983) è stata un'attrice statunitense del muto.
Proveniente dal vaudeville, iniziò a lavorare nel cinema nel 1913. Nella sua carriera, durata fino al 1928, prese parte a oltre cento e cinquanta film.

## Filmografia

### 1913
- A Puritan Episode - cortometraggio (1913)
- Private Box 23 - cortometraggio (1913)

### 1914
- Too Proud to Beg (1914)
- After Her Dough, regia di Eddie Dillon (Edward Dillon) (1914)
- Victims of Speed (1914)
- The Fatal Dress Suit, regia di Eddie Dillon (Edward Dillon) (1914)
- Donna che ama (The Battle of the Sexes), regia di D.W. Griffith (1914)
- The Right Dope, regia di Eddie Dillon (Edward Dillon) 1914)
- Nearly a Burglar's Bride, regia di Eddie Dillon (Edward Dillon) 1914)
- The Quicksands, regia di W. Christy Cabanne (Christy Cabanne) (1914)
- The Scene of His Crime, regia di Eddie Dillon (Edward Dillon) 1914)
- A Race for a Bride (1914)
- Amore di madre o Home, Sweet Home, regia di D.W. Griffith (1914)
- The Man in the Couch, regia di Eddie Dillon (Edward Dillon) 1914)
- Nell's Eugenic Wedding, regia di Eddie Dillon (Edward Dillon) 1914)
- An Exciting Courtship, regia di Eddie Dillon (Edward Dillon) 1914)
- The Escape, regia di D.W. Griffith (1914)
- The Last Drink of Whiskey, regia di Eddie Dillon (Edward Dillon) (1914)
- Hubby to the Rescue, regia di Eddie Dillon (Edward Dillon) (1914)
- The Deceiver, regia di Eddie Dillon (Edward Dillon) (1914)
- The White Slave Catchers, regia di Eddie Dillon (Edward Dillon) (1914)
- Bill's Job, regia di Eddie Dillon (Edward Dillon) (1914)
- Wrong All Around, regia di Eddie Dillon (Edward Dillon) 1914)
- How Bill Squared It with His Boss, regia di Eddie Dillon (Edward Dillon) 1914)
- Leave It to Smiley, regia di Eddie Dillon (Edward Dillon) 1914)
- Bill Takes a Lady Out to Lunch... Never Again, regia di Eddie Dillon (Edward Dillon) 1914)
- Ethel's Teacher, regia di Eddie Dillon (Edward Dillon) 1914)
- Bill Saves the Day, regia di Eddie Dillon (Edward Dillon) 1914)
- A Physical Culture Romance, regia di Eddie Dillon (Edward Dillon) 1914)
- Bill Organizes a Union, regia di Eddie Dillon (Edward Dillon) 1914)
- The Mascot
- Bill Goes in Business for Himself, regia di Eddie Dillon (Edward Dillon) 1914)
- Foiled Again, regia di Eddie Dillon (Edward Dillon) 1914)
- Bill Manages a Prizefighter, regia di Eddie Dillon (Edward Dillon) 1914)
- The Million Dollar Bride, regia di Eddie Dillon (Edward Dillon) 1914)
- Bill Spoils a Vacation, regia di Eddie Dillon (Edward Dillon) 1914)
- Bill Joins the W.W.W.'s, regia di Eddie Dillon (Edward Dillon) 1914)
- Casey's Vendetta, regia di Eddie Dillon (Edward Dillon) 1914)
- Ethel's Roof Party, regia di Edward Dillon (1914)
- Out Again, in Again, regia di Eddie Dillon (Edward Dillon) 1914)
- Ethel Has a Steady, regia di Eddie Dillon (Edward Dillon) 1914)
- A Corner in Hats, regia di Eddie Dillon (Edward Dillon) 1914)
- Mr. Hadley's Uncle, regia di Eddie Dillon (Edward Dillon) 1914)
- The Housebreakers, regia di Eddie Dillon (Edward Dillon) 1914)
- Bill and Ethel at the Ball, regia di Eddie Dillon (Edward Dillon) 1914)
- The Record Breaker, regia di Eddie Dillon (Edward Dillon) 1914)

### 1915
- Ethel Gets the Evidence, regia di Eddie Dillon (Edward Dillon) (1915)
- His Lesson, regia di George Siegmann (1915)
- Love and Business, regia di Eddie Dillon (Edward Dillon) (1915)
- A Flyer in Spring Water, regia di Eddie Dillon (Edward Dillon) (1915)
- A Flurry in Art', regia di Eddie Dillon (Edward Dillon) (1915)
- The Love Pirate (1915)
- Cupid and the Pest, regia di Eddie Dillon (Edward Dillon) (1915)
- Bill Turns Valet, regia di Eddie Dillon (Edward Dillon) (1915)
- Music Hath Charms, regia di Eddie Dillon (Edward Dillon) (1915)
- Ethel Gets Consent
- A Costly Exchange, regia di Eddie Dillon - cortometraggio (1915)
- Bill Gives a Smoker, regia di Eddie Dillon - cortometraggio (1915)
- Caught by the Handle, regia di Edward Dillon - cortometraggio (1915)
- Ethel's Doggone Luck, regia di Edward Dillon - cortometraggio (1915)
- Mixed Values, regia di Eddie Dillon - cortometraggio (1915)
- Ethel's Deadly Alarm Clock  - cortometraggio (1915)
- By Fair Means or Foul, regia di Eddie Dillon  - cortometraggio (1915)
- Ethel's New Dress, regia di Eddie Dillon - cortometraggio (1915)
- Home Again
- Ethel's Disguise - cortometraggio (1915)
- Ethel's Romance - cortometraggio (1915)
- Gasoline Gus - cortometraggio (1915)
- Brave and Bold, regia di Eddie Dillon  - cortometraggio (1915)
- Unwinding It - cortometraggio (1915)
- Where Breezes Blow, regia di Edward Dillon - cortometraggio (1915)
- Beautiful Love
- Mr. Wallack's Wallet  - cortometraggio (1915)
- Beppo, the Barber, regia di Edward Dillon  - cortometraggio (1915)
- A Chase by Moonlight
- Safety First
- The Deacon's Whiskers, regia di Edward Dillon - cortometraggio (1915)
- Father Love, regia di Edward Dillon - cortometraggio (1915)
- The Fatal Finger Prints
- Faithful to the Finish, regia di Edward Dillon - cortometraggio (1915)
- Shocking Stockings, regia di Edward Dillon - cortometraggio (1915)
- Over and Back, regia di Edward Dillon - cortometraggio (1915)
- Don Quixote, regia di Edward Dillon (1915)

### 1916
- Sunshine Dad, regia di Edward Dillon (1916)
- The Two O'Clock Train, regia di Edward Dillon (1916)
- Mr. Goode, Samaritan, regia di Edward Dillon (1916)
- Love's Getaway - cortometraggio (1916)
- Bedelia's Bluff - cortometraggio (1916)
- Laundry Liz - cortometraggio (1916)
- Skirts - cortometraggio (1916)
- The French Milliner, regia di Eddie Dillon - cortometraggio (1916)
- A Calico Vampire - cortometraggio (1916)
- The Lady Drummer - cortometraggio (1916)
- Rough Knight - cortometraggio (1916)

### 1918
- Main 1-2-3
- Some Job
- O, Susie Behave

### 1919
- The Fire Flingers, regia di Rupert Julian (1919)
- Sally's Blighted Career, regia di Al E. Christie (1919)
- Rowdy Ann
- Mary Moves In
- Dangerous Nan McGrew
- Wild and Western
- Go West, Young Woman

### 1920
- A Seaside Siren
- Striking Models
- Dining Room, Kitchen and Sink

### 1922
- Il romanzo di un gentleman boxeur (The Leather Pushers), regia di Edward Laemmle (1922)

### 1923
- Whiskers
- Uncle Bim's Gifts
- Watch Papa
- Oh! What a Day!
- Aggravatin' Mama
- That Kid from Madrid

### 1924
- Oh! Min!
- A Tough Tenderfoot
- Swing Bad the Sailor
- Excitement
- What's the Use?
- Andy's Temptation
- A Day of Rest
- Westbound, regia di Erle C. Kenton (1924)
- Andy's Hat in the Ring
- Andy's Stump Speech

### 1925
- Andy in Hollywood
- Andy's Lion Tale
- Chester's Donkey Party
- Dynamited
- Andy Takes a Flyer
- The Smash-Up

### 1926
- Min's Home on the Cliff
- Min Walks in Her Sleep
- California Here We Come
- Shady Rest
- Min's Away
- Dumb Luck
- Tow Service
- Never Again, regia di Francis Corby (1926)
- Lots of Grief
- Better Luck
- The Big Surprise
- A Close Call, regia di Francis Corby (1926)
- I Told You So, regia di Francis Corby

### 1927
- Rooms for Rent
- Up Against It
- Youth and Beauty
- Broke Again
- I'm the Sheriff
- Circus Daze
- All Wet, regia di Sam Newfield (1927)
- Too Much Sleep
- A Battle Scared Hero
- When Greek Meets Greek, regia di Francis Corby (1927)
- And How!
- Ocean Bruises
- A Total Loss
- Andy Nose His Onions, regia di Robert P. Kerr (come Robert Kerr)
- The Mild West, regia di Robert P. Kerr (come Robert Kerr) (1927)

### 1928
- A Case of Scotch
- Any Old Count
- The Cloud Buster
- Out in the Rain, regia di Francis Corby (1928)